# James Provan
James Lyal Clark Provan (ur. 19 grudnia 1936 w Glenfarg) – brytyjski polityk, rolnik, deputowany do Parlamentu Europejskiego I, II, IV i V kadencji.

## Życiorys
Kształcił się w Royal Agricultural College w Cirencester. Zajął się prowadzeniem działalności gospodarczej i rolniczej. Był przewodniczącym regionalnej organizacji szkockiej narodowej unii farmerów. Zaangażował się w działalność Partii Konserwatywnej. Od 1978 do 1982 był radnym regionu Tayside.
W latach 1979–1989 sprawował mandat posła do Parlamentu Europejskiego I i II kadencji. Od 1987 pełnił funkcję kwestora. Był członkiem Grupy Demokracji Europejskiej. Do Europarlamentu powrócił po wyborach w 1994. W 1999 z powodzeniem ubiegał się o reelekcję. Zasiadał we frakcji chadeckiej (jako jej wiceprzewodniczący w latach 1996–1999), pracował m.in. w Komisji Praw Kobiet i Równouprawnienia. Był wiceprzewodniczącym Europarlamentu V kadencji (1999–2004).